# Guo Qi (Leichtathlet)
Guo Qi (chinesisch 郭奇; * 28. Dezember 1990) ist ein ehemaliger chinesischer Leichtathlet, der im sich auf den Zehnkampf spezialisiert hat. Seinen größten Erfolg feierte er mit dem Gewinn der Silbermedaille im Zehnkampf bei den Asienmeisterschaften 2015 in Wuhan.

## Sportliche Laufbahn
Erste internationale Erfahrungen sammelte Guo Qi im Jahr 2014, als er bei den Hallenasienmeisterschaften in Hangzhou mit 5268 Punkten den vierten Platz im Siebenkampf belegte. Im Oktober nahm er an den Asienspielen in Incheon teil und gelangte dort mit 7501 Punkten auf den sechsten Platz im Zehnkampf. Im Jahr darauf gewann er bei den Asienmeisterschaften in Wuhan mit 7289 Punkten die Silbermedaille im Zehnkampf hinter dem Japaner Akihiko Nakamura. 2017 gewann er bei den Asienmeisterschaften in Bhubaneswar mit 7495 Punkten die Bronzemedaille hinter dem Thailänder Suttisak Singkhon und Kazuya Kawasaki aus Japan und 2021 beendete er seine aktive sportliche Karriere im Alter von 30 Jahren.
2020 wurde Guo chinesischer Meister im Zehnkampf.

## Persönliche Bestleistungen
- Zehnkampf: 7666 Punkte: 7. September 2017 in Tianjin
  - Siebenkampf (Halle): 5729 Punkte: 4. März 2016 in Nanjing